# Thaumastoptera insignis
Thaumastoptera insignis är en tvåvingeart som beskrevs av Paul Lackschewitz 1940. Thaumastoptera insignis ingår i släktet Thaumastoptera och familjen småharkrankar.
Artens utbredningsområde är Spanien. Inga underarter finns listade i Catalogue of Life.